# صالح الشرباتي
صالح صلاح الشرباتي (وُلِدَ 12 سبتمبر 1998 في الزرقاء – ) لاعب تايكواندو أردني وعضو حالياً في المنتخب الأردني الأول ضمن وزن تحت 80 كغم، بدأ في ممارسة رياضة التايكواندو في سن 7 سنوات وتحديداً منذ عام 2006 في مركز جبل عمان. حصل على الدرجة الجامعية الأولى في التسويق من جامعة العلوم التطبيقية. فاز صالح بالميدالية البرونزية في بطولة الوزن المتوسط (80 كغم) في دورة الألعاب الآسيوية 2018 في جاكرتا، إندونيسيا. وفي 26 يوليو 2021، فاز بالميدالية الفضية في الألعاب الأولمبية الصيفية 2020 في منافسات التايكوندو أقل من 81 كغم للرجال.

## إنجازاته
حاز الشرباتي على الميدالية الفضية في بطولة الجائزة الكبرى برياضة التايكواندو خلال جولة موسكو عام 2018 كما أنه نال الميدالية الفضية في بطولة آسيا عام 2018 وبرونزية بطولة آسيا عام 2016 والميدالية البرونزية في دورة الألعاب الآسيوية في العاصمة الإندونيسية جاكرتا عام 2018 والميدالية البرونزية في دورة الألعاب الآسيوية داخل الصالات في العاصمة التركمانستانية عشق آباد عام 2017.

## روابط خارجية
- صالح الشرباتي على موقع TaekwondoData.com (الإنجليزية)
- صالح الشرباتي على موقع اللجنة الأولمبية الدولية (الإنجليزية)
- صالح الشرباتي على موقع أوليمبيديا (الإنجليزية)